# SUBWAY (ゆずの曲)
「SUBWAY」は、ゆずの配信限定シングル。2023年6月21日にセーニャ・アンド・カンパニーから配信。

## 概要
前作「明日の君と」から約1年1か月ぶりとなるシングル。楽曲のリリース自体も2022年6月発売のアルバム「SEES」以来1年ぶりとなる作品。
アコースティックギターとハープの弾き語り演奏から徐々に重厚感のあるバンドサウンドへと変化していく展開と、北川による内省的で“自分自身”に向けて綴られた言葉とメロディーが融合したミディアムナンバーで、リリースに先駆けて全国ホールツアー「YUZU TOUR 2023 Rita -みんなとまたあえる-」にて披露されている。
今作のジャケット写真は、初の試みとして画像生成AIによって制作。一方で、アーティスト写真は映像作家・写真家の島田大介が撮影した生身のリアリティと楽曲の世界観が可視化されたものとなっている。
北川は昔から使っていた横浜市営地下鉄の不思議な雰囲気を曲にしたいということをリリースの2年前から考えており、デビュー25周年が過ぎた頃に曲の原型ができたという。

## 収録曲
1. SUBWAY
作詞・作曲 : 北川悠仁